# エミール・ヤニングス
エミール・ヤニングス（ドイツ語: Emil Jannings, 1884年7月23日 - 1950年1月2日）はドイツの俳優。第1回アカデミー賞男優賞受賞。

## 来歴
本名テオドール・フリードリヒ・エミール・ヤネンツ。1884年7月23日、スイスのロールシャッハ (スイス)に中産階級の家に生まれる。父親はアメリカ人、母親はロシア系ドイツ人。16歳には家出し船乗りになり、最後は大洋航路の調理人の助手になる。しかし幻滅して家に戻り、すぐに劇団に入る。18歳で彼はプロフェッショナルな舞台デビューを飾り、チューリヒとドレスデン地方の部隊で古典演劇を学ぶ。1906年ドイツ演劇の大御所マックス・ラインハルトに招かれ、ベルリンのドイツ劇場に出演、『ファウスト』のメフィストを演じた。この十年間でドイツの演劇史に残る俳優となる。
1914年には映画界に進むがお決まりの役柄しか回ってこなかったが、1919年には歴史劇や文芸作品で大いに名を挙げ、1920年代中頃には国際的にも知名度が上がり、『ヴァリエテ』（1924年）、『最後の人』（1924年）などの作品で多くの人々が世界的にも偉大な映画俳優として認めるようになる。
1927年米国のパラマウント映画と契約を結び、ハリウッドに移り、渡米第1作『肉体の道』（1927年）と第2作『最後の命令』（1928年）で初のアカデミー主演男優賞を獲得する。しかし、トーキー映画の急速な波のなか、ドイツ語訛りが強かったヤニングスはアメリカでのキャリアを終えざるを得なかった。
1929年、彼はドイツへ帰る。1930年、ドイツに渡ったハリウッドの新進監督ジョセフ・フォン・スタンバーグの手で『嘆きの天使』が作られた。この作品によってマレーネ・ディートリヒとスタンバーグは、国際的に名をあげ、映画史上に一時代を築く。ヤニングスにとっても、この『嘆きの天使』は、彼の出演作品中最大のヒットとなった。だが、当時すでに評価の定まっていた彼にとっては、単なるヒット作の域を出ず、最後の輝きを放つものとなった。
1933年ナチスが政権を握ると、彼はそのプロパガンダの一翼を担った。ナチスの熱烈な支持者となったのである。この十年間はナチスの政治思想を擁護する作品を作り続けた。ゲッベルス宣伝相は1938年に勲章を贈り、彼の作品を製作する撮影所を与えた。1941年は「帝国の芸術家」として讃えられた。
第二次世界大戦後、ヤニングスは連合軍のブラックリストに載り、もう新しく映画は作れなかった。1950年オーストリアで癌により死去。65歳。

## 主な出演作品
| 公開年 | 邦題 原題                                                                   | 役名                          | 備考                                       |
| ------ | --------------------------------------------------------------------------- | ----------------------------- | ------------------------------------------ |
| 1918   | 呪の眼 Die Augen der Mumie Ma                                               | ラドゥ                        |                                            |
| 1919   | パッション Madame DuBarry                                                   | ルイ15世                      |                                            |
| 1920   | 白黒姉妹 Kohlhiesels Töchter                                                | ピーター                      |                                            |
| 1920   | アルゴール Algol - Tragödie der Macht                                       | ロベルト・ヘルネ              |                                            |
| 1920   | デセプション Anna Boleyn                                                    | ヘンリー8世                   |                                            |
| 1921   | カラマゾフの兄弟 Die Brüder Karamasoff                                      | ディミートリイ・カラマゾフ    |                                            |
| 1921   | オリベラの勇将 Der Stier von Olivera                                        | ギローム将軍                  |                                            |
| 1921   | 怪傑ダントン Danton                                                         | ダントン                      |                                            |
| 1921   | 鼠 Die Ratten                                                               | ブルーノ                      |                                            |
| 1922   | ファラオの恋 Das Weib des Pharao                                            | ファラオ                      |                                            |
| 1922   | オセロ Othello                                                              | オセロ                        |                                            |
| 1922   | ピーター大帝 Peter der Große                                                | ピョートル1世                 |                                            |
| 1923   | 愛の悲劇 Tragödie der Liebe                                                 | オムプラード                  |                                            |
| 1923   | 黄金狂乱 Alles für Geld                                                     | S. I. Rupp                    |                                            |
| 1924   | 裏町の怪老窟 Das Wachsfigurenkabinett                                       | Harun al Raschid              |                                            |
| 1924   | ニュウ Nju - Eine unverstandene Frau                                        | 夫                            |                                            |
| 1924   | 最後の人 Der Letzte Mann                                                    | ホテルのドアマン              |                                            |
| 1925   | クオヴァディス Quo Vadis?                                                   | ネロ                          |                                            |
| 1925   | ヴァリエテ Varieté                                                          | ボス                          |                                            |
| 1925   | タルテュッフ Herr Tartüff                                                   | タルテュッフ                  |                                            |
| 1926   | 恋は盲目 Liebe macht blind                                                  | エミール・ヤニングス          |                                            |
| 1926   | ファウスト Faust - Eine deutsche Volkssage                                  | メフィスト                    |                                            |
| 1927   | 肉体の道 The Way of All Flesh                                               | オーガスト・シリング          | アカデミー主演男優賞 受賞                  |
| 1928   | 最後の命令 The Last Command                                                 | Dolgorucki                    |                                            |
| 1928   | 罪の街 Street of Sin                                                        | バッシャー・ビル              |                                            |
| 1928   | 父と子 Sins of the Fathers                                                  | ウィルヘルム・スペングラー    |                                            |
| 1929   | 裏切者 Betrayal                                                             | ポルディ                      |                                            |
| 1930   | 嘆きの天使 Der Blaue Engel                                                  | イマヌエル・ラート教授        |                                            |
| 1930   | 神々の寵児 Liebling der Götter                                              | Albert Winkelmann             |                                            |
| 1932   | 激情の嵐 Stürme der Leidenschaft                                            | グスタフ                      |                                            |
| 1933   | おしゃれの王様 The Merry Monarch                                            | ボウゾール王                  |                                            |
| 1933   | 黒鯨亭 Der schwarze Walfisch                                                | ピーター・ピーターセン        |                                            |
| 1935   | プロシヤの旗風 Der alte und der junge König - Friedrichs des Grossen Jugend | フリードリヒ・ヴィルヘルム1世 |                                            |
| 1937   | 支配者 Der Herrscher                                                        | マティアス・クラウセン        | 出演・製作 ヴェネチア国際映画祭男優賞 受賞 |
| 1941   | 世界に告ぐ Ohm Krüger                                                       | Ohm Krüger                    |                                            |